# Alimpești
Alimpești is een Roemeense gemeente in het district Gorj.
Alimpești telt 2209 inwoners.